# Diphasia nigra
Diphasia nigra is een hydroïdpoliep uit de familie Sertulariidae. De poliep komt uit het geslacht Diphasia. Diphasia nigra werd in 1766 voor het eerst wetenschappelijk beschreven door Peter Simon Pallas.

## Beschrijving
Deze hydroïdpoliep doet enigszins denken aan Diphasia alata doordat de hoofdstelen recht, robuust zijn en taps toelopen naar de top van de kolonie. Levend is het meestal lichtgrijs tot rood van kleur, maar als het uitgedroogd is, wordt het zwart, vandaar de specifieke soortnaam. De zijtakken zijn afwisselend en ondersteunen afwisselende hydrothecae. De hydrothecae zijn buisvormig en zijn ongeveer 4/5 van hun lengte aan de zijtak bevestigd. De bovenste 1/5 is los met een licht uitlopende, gladde buitenrand. De gonothecae zijn gerangschikt op korte steeltjes. De vrouwelijke capsule is ovaal van vorm en heeft vier longitudinale lijnen die samenkomen bij de opening van de capsule. De mannelijke gonothecae zijn veel kleiner dan de vrouwtjes en hebben vier korte, stompe stekels rond de opening, die afwezig zijn bij vrouwelijke exemplaren. Een grote, robuuste hydroïpoliep, typisch 150-200 mm hoog.

## Verspreiding
Diphasia nigra is een zeldzame soort die veel voorkomt aan de oostkust van Rathlin Island. Ook bekend uit het zuidwesten van Engeland, het noordwesten van Frankrijk, het westelijke Engelse Kanaal met een enkele vermelding uit Northumberland. Het is een circalittorale soort in diep water die wordt aangetroffen in matige tot sterke getijdestromen die vastzitten aan gesteente of stabiele harde ondergrond.